# Theo Ortmann
Theodor Joseph Friedrich (Theo) Ortmann (Bielefeld, 26 januari 1902 – Amsterdam, 2 maart 1941) was een Duitse kunstenaar. Hij emigreerde vanwege het opkomend nazisme in 1933 vanuit zijn woonplaats Hagen naar Amsterdam.

## Werk
Hij was een leerling van de Duitse sieradenontwerper Elisabeth Treskow. Naast zijn werk als edelsmid heeft Ortmann getekend en geschilderd, hij maakte afbeeldingen met raakpunten met het magisch realisme en met een sociaalkritische achtergrond. Hij illustreerde boeken, zoals Onmaatschappelijke voorkeur (1938) van Mary Dorna, en verhalen in De Groene Amsterdammer.
Ortmann kwam in 1934 in contact met kunsthandelaar Carel van Lier; zijn eerste tentoonstelling is in dit jaar gehouden en is daar ieder jaar herhaald. Toch is Ortmann in het Nederlandse kunstleven onbekend gebleven en werd zijn werk pas in 1949 voor het kunstminnende publiek toegankelijk door een tentoonstelling in het Stedelijk Museum in Amsterdam.

## Persoonlijk
Hij was getrouwd met Emilie (Milli) Blankenstein (1902-1976). Zij was een goede vriendin van Etty Hillesum.
Ortmann overleed in maart 1941, thuis, ten gevolge van een hartverlamming. Hij werd begraven op de Oosterbegraafplaats.

## Documentatie
- Theo Ortmann. Tekeningen. Catalogus van de tentoonstelling gehouden in het Gemeentemuseum Arnhem, 12 april - 27 mei 1969.
- Cornelis Veth, Over Léon Holman, Uriël Birnbaum, Theo Ortmann, 1939.
- Necrologie in Algemeen Handelsblad, 3 maart 1941.

- Biografisch Portaal: 92571000
- Gemeinsame Normdatei: 109192567
- International Standard Name Identifier: 0000 0000 8097 4358
- Library of Congress Control Number: no97023773
- Nederlandse Thesaurus van Auteursnamen: 06888737X
- RKD-Nederlands Instituut voor Kunstgeschiedenis: 61001
- Union List of Artist Names: 500198602
- Virtual International Authority File: 17787191
- WorldCat: E39PBJkdpppqXkKbtcM7hr7fv3